# Aginter Press
L'Aginter Press, també coneguda com a Ordre Central i Tradició, va ser una pseudo agència de notícies establerta a Lisboa en Setembre de 1966, durant el règim de l'Estat Nou a Portugal.
L'Agència era dirigida per l'antic capità de l'Exèrcit Francès, Yves Guérin-Sérac, que havia pres part en la fundació de l'OAS, un grup militant clandestí que defensava Algèria francesa" durant la guerra d'Algèria entre 1954 i 1962, acusat de dur a terme diversos atemptats terroristes.
L'Aginter Press era en realitat una organització de mercenaris anticomunistes, amb ramificacions per tot el món. Entrenava els seus membres en tècniques d'operacions clandestines, incloent atacs bomba, eliminació de personalitats, guerra psicològica, comunicació i infiltració clandestines i contra-insurrecció.

## L'Estratègia de Tensió a Itàlia
Aginter Press va prendre part en l'estratègia de tensió a Itàlia, una campanya de pseudo-operacions, incloent atacs bomba i una temptativa de cop d'estat organitzada pels neofeixistes italians, amb el suport de branques de la Maçoneria i de xarxes clandestines de l'OTAN.

## Altres activitats de l'Aginter Press
L'Agència va treballar per a diversos règims autoritaris de la dreta a tot el món, incloent els de Portugal, Espanya i Grècia. Els seus agents treballaven disfressats de periodistes o reporters fotogràfics, permetent-los viatjar i investigar.
Una activitat important de l'Aginter Press va ser la seva implicació en la lluita contra els moviments independentistes de les colònies portugueses.

## 25 d'abril de 1974: la fi
En la seqüència del cop de 25 d'abril de 1974 els membres de l'Aginter Press fugiren de Lisboa cap a Espanya i després cap a Amèrica del Sud, posant fi així al funcionament de l'agència.